# 대한민국의 텔레비전 드라마 목록 (ㄹ)
대한민국의 텔레비전 드라마 목록 (ㄹ)에서는 ㄹ로 시작되는 제목의 대한민국의 드라마를 서술한다.

## 라
- 라디오 로맨스
- 라스트 (드라마)
- 라이벌 (드라마)
- 라이브 (드라마)
- 라이프 (2018년 드라마)
- 라이프 온 마스 (2018년 드라마)
- 라이어 게임 (2014년 드라마)
- 라인강의 철십자
- 란제리 소녀시대

## 러
- 러브 어게인 (2012년 드라마)
- 러브레터 (드라마)
- 러브스토리 인 하버드
- 러브홀릭 (드라마)
- 러블리 호러블리
- 러빙유 (드라마)
- 런닝, 구
- 런 온
- 레버리지: 사기조작단
- 레테의 연가 (드라마)

## 로
- 로드 넘버원
- 로망스 (드라마)
- 로맨스 (1998년 드라마)
- 로맨스 타운
- 로맨스가 필요해
- 로맨스가 필요해 2012
- 로맨스는 별책부록
- 로봇이 아니야
- 로비스트 (드라마)
- 로열 패밀리 (드라마)
- 로즈마리 (드라마)
- 로펌 (드라마)

## 루
- 루갈
- 루루공주
- 루비 반지
- 루카 (드라마)
- 루키 (대한민국의 드라마)

## 리
- 리갈 하이 (2019년 드라마)
- 리멤버 - 아들의 전쟁
- 리멤버 (드라마)
- 리셋 (드라마)
- 리치맨
- 리턴 (드라마)
- 링크 : 먹고 사랑하라, 죽이게